# Nachtzeit
Im Rechtswesen wird als Nachtzeit ein Zeitraum verstanden, in dem besondere rechtliche Regelungen gelten (u. s. sind Durchsuchung von Wohnungen stark eingeschränkt).

## Zwangsvollstreckungsrecht
Im deutschen Zwangsvollstreckungsrecht umfasst die Nachtzeit die Stunden von 21 bis 6 Uhr (§ 758a Abs. 4 ZPO). Zu dieser „Unzeit“ ist eine Vollstreckungshandlung durch den Gerichtsvollzieher oder Vollziehungsbeamten (z. B. Pfändung) in einer Wohnung nur mit richterlicher Durchsuchungsanordnung (in Österreich: Durchsuchungsbefehl) zulässig. Im Rahmen der Verwaltungsvollstreckung wird die Erlaubnis durch die Vollstreckungsbehörde erteilt (§ 289 Abgabenordnung).
Wird gegen diese Vorschrift verstoßen, liegt ein Verfahrensmangel vor, der mit der Erinnerung angegriffen werden kann. Erteilt der Richter die Anordnung, obwohl er sie nicht erteilen durfte, ist der Rechtsbehelf der sofortigen Beschwerde möglich.

## Strafverfahrensrecht
Im deutschen Strafverfahrensrecht ist unter Nachtzeit gemäß § 104 Abs. 3 StPO der Zeitraum von 21:00 Uhr bis 6:00 Uhr zu verstehen. Während der Nachtzeit dürfen Wohnungen, Geschäftsräume und befriedete Besitztümer nur unter bestimmten Umständen durchsucht werden, z. B. bei Verfolgung auf frischer Tat oder bei Gefahr im Verzug.
Bis 2019 wurde unter Nachtzeit gemäß § 104 Abs. 3 StPO der Zeitraum von 21:00 Uhr bis 4:00 Uhr (1. April bis 30. September) bzw. von 21:00 Uhr bis 6:00 Uhr (1. Oktober bis 31. März) verstanden. Mit Beschluss vom 12. März 2019 hat das Bundesverfassungsgericht entschieden, dass die Nachtzeit „nach den heutigen Lebensgewohnheiten“ ganzjährig mindestens auch die Zeit bis 6 Uhr erfasse. Mit Änderung der StPO zum 1. Juli 2021 wurde die Nachtzeit ganzjährig auf die Zeit von 21:00 Uhr bis 06:00 Uhr festgelegt und damit der oben genannte Gerichtsbeschluss in Gesetzesrecht gefasst.

## Wilderei
Jagdwilderei, die zur Nachtzeit begangen wird, wird in Deutschland in der Regel als besonders schwerer Fall mit Freiheitsstrafe von drei Monaten bis zu fünf Jahren bestraft (§ 292 Abs. 2 Nr. 2 Strafgesetzbuch). Als Nachtzeit wird hier die Zeit vom Ende der Abend-dämmerung bis zum Beginn der Morgendämmerung verstanden.

## Nachtruhe
Um die Nachtruhe der Allgemeinheit möglichst zu schützen, kennen viele Rechtssysteme spezielle Bestimmungen zur Lärmvermeidung (in Mitteleuropa meist ab 21 oder 22 Uhr). Sie gelten auch im Bauwesen oder für Gaststätten- oder Vergnügungsbetriebe, doch gibt es Ausnahmen etwa für Festivals oder für wichtige öffentliche Baumaßnahmen (in Österreich etwa bei vorrangigen Eisenbahn- oder Tunnelbauten).
Für den privaten Bereich ist die Thematik der nächtlichen Ruhestörung meist regional geregelt, wobei beispielsweise in Urlaubsorten strengere Maßstäbe gelten könne als in der Großstadt. In Deutschland ist die Ahndung von unzulässigem Lärm unter anderem als Ordnungswidrigkeit im § 117 Abs. 1 OWiG geregelt.

## Arbeitszeitgesetz
Nach § 2 Abs. 3 Arbeitszeitgesetz (ArbZG) beginnt die Nachtzeit erst um 23:00 Uhr und geht bis 6:00 Uhr. Für Bäckereien und Konditoreien gilt die Nachtzeit von 22:00 Uhr bis 5:00 Uhr.

## Luftverkehrsordnung
§ 33 in der bis 2015 gültigen Fassung der Luftverkehrs-Ordnung (LuftVO) definierte zu Flügen nach Sichtflugregeln bei Nacht: Die Nacht sei der Zeitraum zwischen ECET („End of civil evening twilight“) und BCMT („Begin of civil morning twilight“). Beide Uhrzeiten werden durch jenen Zeitpunkt bestimmt, an dem die Sonne 6° über dem mittleren Horizont steht. Sie sind von der geografischen Lage und der Jahreszeit abhängig.

## Kultur
- „Zu jeder Tages- und Nachtzeit“ (24-Stunden-Dienste oder durchgehend geöffnete Geschäfte)
- Häftlingsroman Dintr-un jurnal de noapte aus Rumänien (Aus einem Tagebuch der Nachtzeit)
- ein Gemälde von Francesco Guardi (Venedig bei Nacht)